# Prebitz
Prebitz là một đô thị ở huyện Bayreuth bang Bayern nước Đức. Đô thị Prebitz có diện tích 20,99 km², dân số thời điểm ngày 31 tháng 12 năm 2006 là 1133 người.